# Hergatz
Hergatz er en kommune i Landkreis Lindau, i regierungsbezirk Schwaben, i den tyske delstat Bayern. Den opstod i sin nutidige form i slutningen af 1970erne ved en sammenlægning af de tidligere kommuner Wohmbrechts og Maria-Thann.

## Geografi
Hergatz ligger i den vestlige del af landskabet Allgäu.
Landsbyerne Grod, Beuren, Möllen, Wohmbrechts og Hergatz ligger ved Bundesstraße 12 München–Lindau, ca. 20 km fra Lindau.
Landsbyerne Grod, Staudach og Handwerks ligger ved den øvre del af floden Argen, som ved Langenargen løber ud i Bodensøen.
Den gamle handelsrute Tyroler Salzstraße fra Bad Reichenhall og Hall i Tyrol til Lindau går gennem landsbyen Wohmbrechts.